# Iver Tildheim Andersen
Iver Tildheim Andersen (ur. 29 września 2000 r.) – norweski biegacz narciarski, zawodnik klubu Rustad IL.

## Kariera
Po raz pierwszy na arenie międzynarodowej Gus Schumacher pojawił się 13 stycznia 2017 roku, podczas zawodów rangi juniorskich w norweskiej miejscowości Nes skianlegg, gdzie uplasował się na 17. miejscu na dystansie 10 km stylem dowolnym. W 2019 roku wystąpił na mistrzostwach świata juniorów w Lahti, gdzie wywalczył brązowy medal w biegu na 10 km techniką dowolną. Podczas rozgrywanych rok później mistrzostw świata juniorów w Oberwiesenthal zwyciężył na dystansie 30 km stylem dowolnym. Ponadto na mistrzostwach świata młodzieżowców w Vuokatti w 2021 roku zdobył brązowy medal w biegu na 15 km stylem dowolnym.
W Pucharze Świata zadebiutował 6 marca 2022 roku w Oslo, zajmując 24. miejsce na dystansie 50 km klasykiem. Tym samym już w debiucie zdobył pierwsze pucharowe punkty. Na podium zawodów tego cyklu pierwszy raz stanął 2 grudnia 2022 roku w Lillehammer, wygrywając bieg na 10 km stylem dowolnym. Wyprzedził tam bezpośrednio dwóch rodaków: Didrika Tønsetha i Hansa Christera Holunda.

## Osiągnięcia

### Mistrzostwa świata juniorów
| Miejsce | Dzień       | Rok  | Miejscowość    | Konkurencja                            | Czas biegu | Strata  | Zwycięzca         |
| ------- | ----------- | ---- | -------------- | -------------------------------------- | ---------- | ------- | ----------------- |
| 3.      | 22 stycznia | 2019 | Lahti          | 10 km stylem dowolnym                  | 22:34,9    | +27,2   | Jules Chappaz     |
| 11.     | 24 stycznia | 2019 | Lahti          | 30 km stylem klasycznym (start masowy) | 1:15:16,7  | +10,0   | Luca Del Fabbro   |
| 4.      | 26 stycznia | 2019 | Lahti          | bieg sztafetowy 4×5 km                 | 45:34,7    | +26,9   | Stany Zjednoczone |
| 1.      | 4 marca     | 2020 | Oberwiesenthal | 30 km stylem dowolnym (start masowy)   | 1:13:39,0  | —       | —                 |
| 10.     | 6 marca     | 2020 | Oberwiesenthal | bieg sztafetowy 4×5 km                 | 54:54,9    | +2:39,6 | Stany Zjednoczone |

### Mistrzostwa świata młodzieżowców (do lat 23)
| Miejsce | Dzień     | Rok  | Miejscowość | Konkurencja           | Czas biegu | Strata | Zwycięzca    |
| ------- | --------- | ---- | ----------- | --------------------- | ---------- | ------ | ------------ |
| 3.      | 12 lutego | 2021 | Vuokatti    | 15 km stylem dowolnym | 35:27,6    | +18,7  | Hugo Lapalus |

### Puchar Świata

#### Miejsca w klasyfikacji generalnej
| Sezon     | Miejsce |
| --------- | ------- |
| 2021/2022 | 134.    |
| 2022/2023 | 36.     |
| 2023/2024 | 51.     |
| 2024/2025 | 18.     |

#### Miejsca na podium w zawodach indywidualnych Pucharu Świata chronologicznie
| Nr | Dzień       | Rok  | Miejscowość | Konkurencja                          | Czas biegu | Strata | Miejsce | Zwycięzca               |
| -- | ----------- | ---- | ----------- | ------------------------------------ | ---------- | ------ | ------- | ----------------------- |
| 1. | 2 grudnia   | 2022 | Lillehammer | 10 km stylem dowolnym                | 21:12,6    | -      | 1.      | -                       |
| 2. | 2 grudnia   | 2023 | Gällivare   | 10 km stylem dowolnym                | 21:56,7    | +5,1   | 3.      | Pål Golberg             |
| 3. | 17 stycznia | 2025 | Les Rousses | 10 km stylem dowolnym                | 19:50,6    | -      | 1.      | -                       |
| 4. | 26 stycznia | 2025 | Engadyna    | 20 km stylem dowolnym (start masowy) | 53:02,8    | +1,3   | 2.      | Johannes Høsflot Klæbo  |
| 5. | 2 lutego    | 2025 | Cogne       | 10 km stylem dowolnym                | 21:45,1    | +11,7  | 2.      | Harald Østberg Amundsen |